# 大苞木荷
大苞木荷（学名：Schima grandiperulata），为山茶科木荷属下的一个植物种。